# Wolfgang Ipolt
Wolfgang Ipolt (ur. 17 marca 1954 w Gocie) – niemiecki biskup rzymskokatolicki, biskup diecezjalny Görlitz od 2011.

## Życiorys
Święcenia kapłańskie otrzymał 30 czerwca 1979 z rąk Hugona Auferbecka i został inkardynowany do administratury apostolskiej Erfurt-Meiningen (późniejszej diecezji erfurckiej). Pracował głównie jako duszpasterz parafialny. W latach 1992–2004 był wicerektorem erfurckiego seminarium, a w kolejnych latach pełnił funkcję jego rektora.
18 czerwca 2011 papież Benedykt XVI mianował go biskupem diecezjalnym diecezji Görlitz. Sakry biskupiej udzielił mu 28 sierpnia 2011 abp Rainer Woelki.